# Piccolo Mercato
Il Piccolo Mercato (I, VIII, 1) era un horreum, un magazzino pubblico annonario generalmente inteso come granaio, che si trovava nella Regio I della città romana di Ostia.

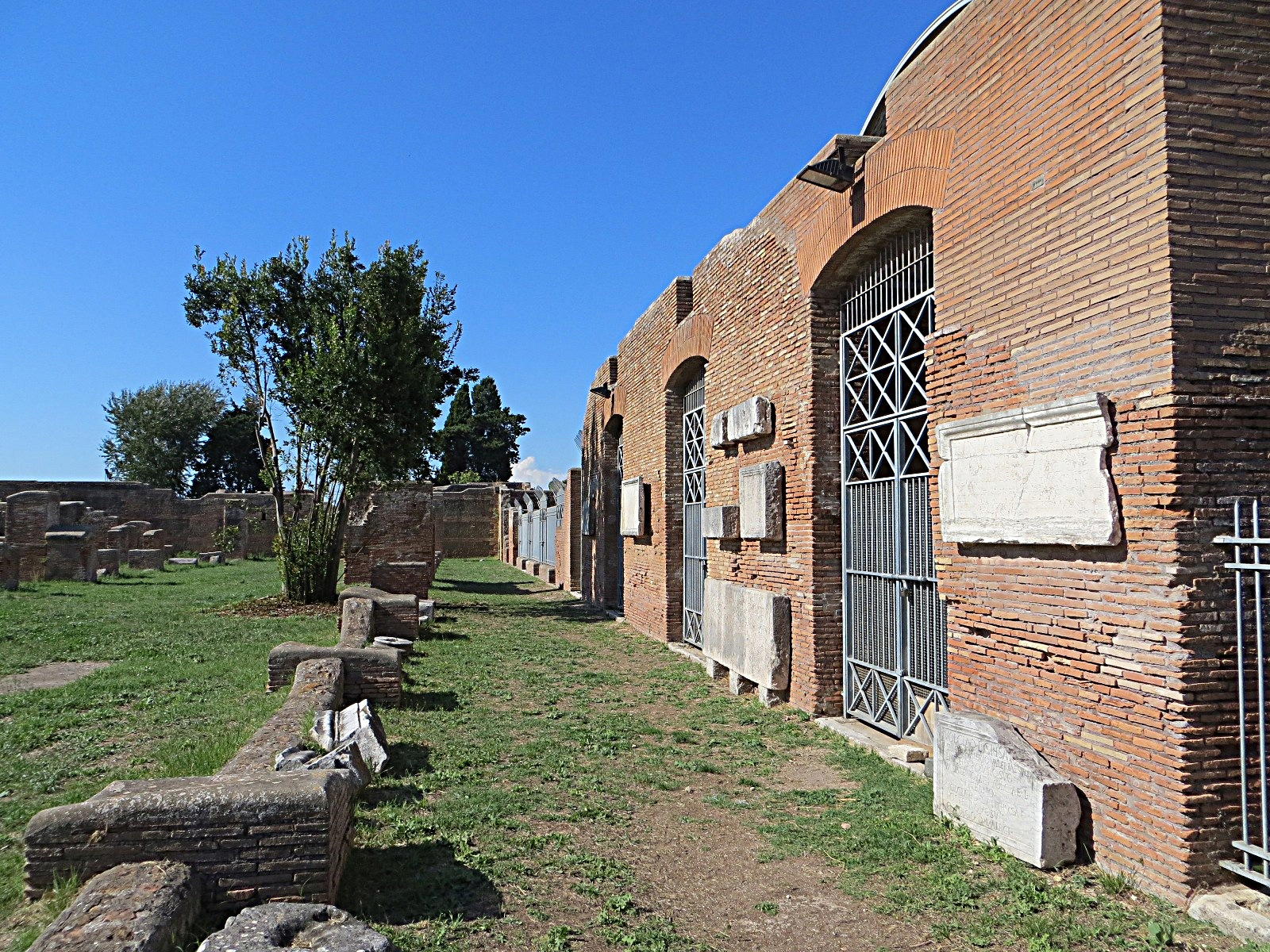
L'horreum

## Descrizione
L'edificio, che diversamente dal nome, vanta notevoli dimensioni, si trova inserito tra gli Horrea Epagathiana et Epaphrodithiana (I,VIII,3) ad ovest, e il cosiddetto Portico di Pio IX (I,V,1) ad est, con l'entrata principale a nord su via dei Misuratori di Grano , e delimitata a sud dal decumano massimo, dove si trova un ingresso decentrato secondario, che dava verso il lato posteriore del Capitolium.
Il magazzino si sviluppa intorno a due grandi cortili porticati, separati da un passaggio coperto; il lato settentrionale dell'edificio era occupato da una serie di taberne rivolte all'esterno, con ingresso sulla via dei Misuratori di Grano , mentre tutte le altre stanze perimetrali dell'edificio, avevano gli ingressi che davano sui due cortili interni.
Le 28 stanze utilizzate come deposito, erano chiuse con due porte, come testimoniano le soglie, sopra le quali c'erano finestre quadrate, più grandi di quelle poste nelle pareti posteriori che davano all'esterno dell'edificio, che erano finestre a fessura utili per fornire luce e la ventilazione alla stanza. Le stanze erano alte circa 7 metri e coperte da volte a botte.
Nella parte sud-occidentale del portico c'era un rilievo di un serpente (ora sostituito da una copia), su cui è stata conservata un po' di vernice rossa; il serpente rappresenta il Genius Loci, lo "Spirito del Luogo". Sono poi presenti resti di ampie scale che davano accesso al piano superiore, e per questo probabilmente anche questi utilizzati per deposito di merci, e alcuni locali nel lato sud est dell'edificio, di incerta funzione.
Tra i ritrovamenti, una statuetta bronzea di Priapo, ora scomparsa, simbolo dell’istinto sessuale e della forza generativa maschile, generalmente posto a protezione dagli uccelli e dai ladri, qui con evidente funzione protettiva dei beni custoditi.